# Ameiridae
Ameiridae é uma família de crustáceos da ordem Harpacticoida.